# Sekani
Sekani ist sowohl der Name einer athapaskischen First Nation als auch der gleichnamigen Sprache im Nordosten der kanadischen Provinz British Columbia. Die Sekani nennen sich selbst Tse’khene, Tse Keh Nay, Tsay Keh Dene oder Tθek'ehne, abhängig vom Dialekt, was etwa 'Menschen in den steinigen Bergen' bedeutet. ‘Sekani’ ist eine Anglisierung dieses Terminus. Andere Formen, die gelegentlich gefunden werden (v. a. in älteren Quellen) sind Secunnie, Siccanie, Sikani, und das französische Sékanais. Von den Mountain Men, Trappern und Entdeckern Alexander MacKenzie (gälisch: Alasdair MacCoinnich) oder Simon Fraser wurden sie auch Rocky Mountain Indians oder Big Men genannt. Die benachbarten Kaska nannten manche Sekani-Gruppen Sastotene - ‘Black Bear People’, andere Sekani-Gruppen jedoch Tseloni - ‘Mountain Top People’, die Stämme entlang des Skeena River (die Gitxsan) sowie entlang des Nass Rivers (die Nisga’a) nennen die Sekani hingegen T'set'sa'ut - ‘Volk im Landesinnern’.

## Wohngebiet
Ihr Wohngebiet, das dichten Fichtenwald als auch alpine Tundra umfasste, reichte vom oberen Fraser River nordwärts entlang der Rocky Mountain Trench bis zum Quellgebiet des Kechika River, eines Nebenflusses des Liard River, umfasste das Gebiet um Williston Lake, westwärts über die nördlichen Ausläufer des Takla Lake, sowie entlang des Finlay River und Parsnip River (die zusammen den Peace River bilden). Die Nachbarn der Sekani sind die Tsimshian-sprachigen Gitxsan (auch ‘Gitksan’, früher Interior Tsimshian) im Westen sowie die ebenfalls athapaskischsprachigen Völker der Babine und Witsuwit'en (oder Wet'suwet'en) im Südwesten, Dakelh (früher oft auch Carrier genannt) im Süden, die Daneẕaa (Dunneza, veraltet Beaver) im Südosten sowie die South Slavey (‘Denethah’) und Kaska (‘Kaska Dena’) im Nordosten und Tahltan (auch ‘Nahanni’) im Nordwesten. Wegen der Expansion verschiedener feindlicher Plains Cree- und Woods Cree-Gruppen nach Westen, lebten und leben mehrere Cree-Gruppen im Osten der Sekani.

## Lebensweise
Die Sekani hatten kulturell und sprachlich so große Ähnlichkeiten mit den benachbarten Daneẕaa, so dass sie als eine Untergruppe der Daneẕaa betrachtet werden, die unter dem Druck der westwärts vordringenden Cree sich in die Berge zurückgezogen hatten. Die Sekani jagten mit eisenbestückten Waffen, die sie laut eigener Auskunft von den westlich lebenden Dakelh durch Handel erworben hatten. Die Sekani standen unter ständigem Druck der Cree und Daneẕaa, die sie von Osten überfielen, als auch von den Secwepemc (oft auch Shuswap genannt), die vom Süden angriffen. Die Beziehungen zu den Dakelh hingegen war freundschaftlich geprägt. Die Gesellschaftsstruktur der Sekani war ähnlich organisiert wie die der Daneẕaa. Jäger gingen östlich der Rocky Mountains auf Bisonjagd und erlegten Elche, Bergschafe und Schneeziegen in ihren heimatlichen Jagdrevieren, und wanderten, den Jahreszeiten und Tieren folgend, von den Talsohlen in die Bergregionen.

## Heutige Sekani First Nations
Kaska Dena Council
- Kwadacha Nation[7] (früher ‘Fort Ware Indian Band’, die First Nation besteht sowohl aus Sekani als auch aus Kaska Dena, Fort Ware (Kwadacha), die Hauptsiedlung und Verwaltung, befindet sich im bevölkerungsreichsten Reservat Fort Ware #1, liegt am linken Ufer des Finlay River, ca. 3 km westlich des Zusammenflusses mit dem Kwadacha und Fox River, ca. 570 km nördlich von Prince George in British Columbia in der Rocky Mountain Trench, Reservate: Fort Ware #1, Sucker Lake #2, Weissener Lake #3, ca. 4 km², Population: 425)

Carrier-Sekani Tribal Council
- Takla Lake First Nation[9] (ist ein Zusammenschluss der North Takla Band und der Fort Connelly Band im Jahr 1959, die Hauptsiedlung ist Takla Landing in den Reservaten North Takla Lake #7 und #7A, ca. 320 km nördlich von Prince George, am linken Ufer des  Tatl'ah Bun (Takla Lake), heute sprechen die Stammesmitglieder meist Kanadisches Englisch (Canadian English) und den Babine-Dialekt der Babine-Witsuwit'en, bis vor kurzem sprachen viele noch Sekani, und manche Gitxsanimaax, einige sprechen zudem den Nak'albun (Stuart Lake)-Dialekt der Dakelh, heute identifizieren sie sich als Carrier, Reservate: Driftwood River #1, Bear Lake (Upper Driftwood River) #1A, Bear Lake (Tsaytut Bay) #1B, Bear Lake (Tsaytut Island) #1C, Bear Lake (Kotsine) #2, Bear Lake (Sustut River) #3, Bear River (Fort Connelly) #4, Tsupmeet (Patcha Creek) #5, Klewaduska (Cataract) #6, North Takla Lake #7, North Takla Lake #7A, North Takla Lake (West Landing) #8, Takla Lake (Ferry Landing) #9, North Takla Lake (Bates Creek) #10, Cheztainya Lake #11, North Takla Lake #11A, North Takla Lake #12, Population: 703)

Independent First Nations
- McLeod Lake Indian Band[10] (auch ‘McLeod Lake Tse'Khene First Nation’, die Hauptsiedlung und Verwaltung McLeod Lake befindet sich im bevölkerungsreichsten Reservat McLeod Lake #1, am Nordufer des McLeod Lake, ca. 150 km nördlich von Prince George, Reservate: Arctic Lake #10, Blue Lake #24, Bear Lake #32, Carp Lake #3, Davie Lake #28, Finlay Bay #21, Hominka #11, Kerry Lake East #9, Kerry Lake West #8, Mackenzie #19, McIntyre Lake #23, McLeod Lake #1, McLeod Lake #5, Pack River #2, Quaw Island #25, Sas Mighe Indian #32, Tacheeda Lake #14, Tom Cook #26, War Lake #4, Weedon Carp #6, Weedon Lake #27, Weston Bay #20, ca. 160 km², Population: 618)
- Tsay Keh Dene First Nation (auch ‘Tsay Keh Dene Band’, früher ‘Ingenika Indian Band’, ehemaliges Stammesgebiet der Tsay Keh Dene erstreckte sich nordwärts bis zum Mount Trace, westwärts bis South Pass Peak, südlich bis zum Nation River und ostwärts bis Mount Laurier, während die Verwaltung in Prince George sitzt, befinden sich ihre übrigen Siedlung sowie die Reservate alle im Norden von Prince George, im Gebiet des Lake Williston, Reservate: Ingenika Settlement, Mesilinka, Parsnip #5 (am linken Ufer des Parsnip River bei Fort Grahame), Police Meadow #2 (6,5 km östlich des Finlay River, 24 km nordwestlich von Fort Grahame), Tutu Creek #4 (am linken Ufer des Parsnip River bei Fort Grahame), ca. 2 km², Population: 431)[11]

## Sprache
Ihre Sprache, das Sekani oder Tse’khene, wird heute von ca. 30 – 40 (1997 Sharon Hargus) meist älteren Erwachsenen fließend gesprochen und ca. 60 weiteren ist es verständlich. Die meisten Sekani sprechen jedoch heute kanadisches Englisch. Sekani ist daher extrem gefährdet und fast ausgestorben. 

### Klänge

#### Konsonanten
Sekani hat 33 Konsonanten:
|                          |                 | bilabial | alveolar       | alveolar | post- alveolar | velar | velar | glottal |
| centrale                 | lateraler       | bilabial | nicht labialer | labialer | post- alveolar |       |       | glottal |
| Verschlusslaut           | nicht aspiriert | p        | t              |          |                | k     | kʷ    |         |
| Verschlusslaut           | aspiriert       | (pʰ)     | tʰ             |          |                | kʰ    | kʷʰ   |         |
| Verschlusslaut           | ejektiv         |          | tʼ             |          |                | kʼ    | kʼʷ   | ʔ       |
| Affrikate                | nicht aspiriert |          | ʦ              | tɬ       | ʧ              |       |       |         |
| Affrikate                | aspiriert       |          | ʦʰ             | tɬʰ      | ʧʰ             |       |       |         |
| Affrikate                | ejektiv         |          | ʦʼ             | tɬʼ      | ʧʼ             |       |       |         |
| Nasale                   |                 | m        | n              |          |                |       |       |         |
| Frikative- Approximanten | stimmlos        |          | s              | ɬ        | ç              | x     | xʷ    | h       |
| Frikative- Approximanten | stimmhaft       |          | z              | l        | j              | ɣ     | w     |         |

- Sekani hebt wie andere athapaskische Sprachen Frikative nicht von Approximanten ab.

#### Vokale
|        | vorne | zentral | hinten |
| hoch   | i     |         | u      |
| mittel | e     | ə       | o      |
| tief   |       | a       |        |

## Ethnologue/ISO/DIS 639-3 Code
SEK

## Bibliografie
- Sharon Hargus: The lexical phonology of Sekani (= Outstanding Dissertations in Linguistics). Garland Publishers, New York NY 1988, ISBN 0-8240-5187-4.
- Marianne Mithun: The languages of Native North America. Cambridge University Press, Cambridge u. a. 1999, ISBN 0-521-23228-7